# Classe Donghae
La classe Donghae (coréen : 동해급 초계함, Hanja :  東海 級 哨 戒 艦) est une classe de corvettes utilisée pour des tâches de patrouille côtière de la marine de la république de Corée (ROKN).

## Unités
Les quatre unités ont été retirées du service actif. Le ROKS Anyang (PCC-755) a été transféré à la Marine nationale colombienne et porte le nom de ARC Nariño (CM-55).
| Nom            | Numéro de coque | Constructeur                             | Lancement        | Fin de carrière   | Statut                                                               |
| -------------- | --------------- | ---------------------------------------- | ---------------- | ----------------- | -------------------------------------------------------------------- |
| ROKS Donghae   | PCC-751         | Hanjin Heavy Industries                  | 18 novembre 1982 | 30 juin 2009      | Hors service                                                         |
| ROKS Suwon     | PCC-752         | Hanji Heavy Industries                   | 18 décembre 1982 | 30 juin 2010      | Hors service                                                         |
| ROKS Gangneung | PCC-753         | Hyundai Heavy Industries                 | 14 mai 1983      | 30 juin 2010      | Hors service                                                         |
| ROKS Anyang    | PCC-755         | Daewoo Shipbuilding & Marine Engineering | 15 juin 1983     | 20 septembre 2011 | transféré à la Marine nationale colombienne comme ARC Nariño (CM-55) |